# Vyžnycja
Vyžnycja (ukrajinsky Вижниця / Vyžnycja, rusky Вижница / Vižnica, rumunsky Vijnița, polsky Wyżnica, německy historicky Wischnitz) je malé město v Černovické oblasti na Ukrajině. Leží zhruba 54 kilometrů na západ od Černovic na pravém břehu Čeremoše naproti obci Kuty, v místě, kde Čeremoš vytéká z karpatských hor do podhůří.

## Dějiny
Od roku 1774 do roku 1918 byla Vyžnycja součástí Rakouska-Uherska, přičemž od roku 1849 patřila k Bukovině. Po první světové válce připadla Velkému Rumunsku a jednalo se o pohraniční město u hranice s Polskem. V roce 1940 se stala součástí Ukrajinské sovětské socialistické republiky (a tím i Sovětského svazu), kterou zůstala s výjimkou válečných let 1941–1944 do roku 1991. Od té doby je součástí samostatné Ukrajiny.